# Croft, Cheshire
Croft är en ort och civil parish i kommunen Borough of Warrington i Storbritannien. Den ligger i grevskapet Cheshire och riksdelen England, i den centrala delen av landet, 270 km nordväst om huvudstaden London. Croft ligger 20 meter över havet och antalet invånare är 1 548.
Terrängen runt Croft är platt. Runt Croft är det mycket tätbefolkat, med 1 056 invånare per kvadratkilometer. Närmaste större samhälle är Bolton, 18,4 km norr om Croft. Runt Croft är det i huvudsak tätbebyggt.